# ニ長調
}}
}}
ニ長調（ニちょうちょう）は、西洋音楽における調のひとつで、ニ (D) 音を主音とする長調である。調号はシャープ2箇所 (F, C) である。

## 音階と和音
| 上行→下行    | 1 | 2 | 3  | 4 | 5 | 6  | 7  | 8 | 7  | 6  | 5 | 4 | 3  | 2 | 1 |
| ------------ | - | - | -- | - | - | -- | -- | - | -- | -- | - | - | -- | - | - |
| 自然長音階   | D | E | F♯ | G | A | B  | C♯ | D | C♯ | B  | A | G | F♯ | E | D |
| 和声的長音階 | D | E | F♯ | G | A | B♭ | C♯ | D | C♯ | B♭ | A | G | F♯ | E | D |
| 旋律的長音階 | D | E | F♯ | G | A | B  | C♯ | D | C♮ | B♭ | A | G | F♯ | E | D |

赤マスは一般に臨時記号により表される。
| コードネーム | D  | Em | F♯m | G  | A  | Bm | C♯m-5 | DM7 | Em7 | F♯m7 | GM7 | A7 | Bm7 | C♯m7-5 | A9 |
| ------------ | -- | -- | --- | -- | -- | -- | ----- | --- | --- | ---- | --- | -- | --- | ------ | -- |
| 第9音        |    |    |     |    |    |    |       |     |     |      |     |    |     |        | B  |
| 第7音        |    |    |     |    |    |    |       | C♯  | D   | E    | F♯  | G  | A   | B      | G  |
| 第5音        | A  | B  | C♯  | D  | E  | F♯ | G     | A   | B   | C♯   | D   | E  | F♯  | G      | E  |
| 第3音        | F♯ | G  | A   | B  | C♯ | D  | E     | F♯  | G   | A    | B   | C♯ | D   | E      | C♯ |
| 根音         | D  | E  | F♯  | G  | A  | B  | C♯    | D   | E   | F♯   | G   | A  | B   | C♯     | A  |
| 和音記号     | I  | II | III | IV | V  | VI | VII   | I7  | II7 | III7 | IV7 | V7 | VI7 | VII7   | V9 |

和音は自然長音階で考えたもの。
その他のコードネームも実際の楽譜では異名同音的に変えられることがある。

## 特徴
"D"という文字が神 (deus) を連想させるため、崇高な精神を表現したいときに好まれる。
バロック時代から初期ロマン派時代にかけて、弦楽器の響きが最も良く、トランペットとティンパニが使える調として重要視され、祝典的行事のために盛んに書かれた。シャルパンティエはこの調について「喜びと勇壮さを表す」と述べている。マッテゾンは「幾分鋭く、頑固な性質を持っている。騒ぎや楽しげなもの、好戦的なもの、鼓舞するようなものに最も適している。」と述べている。
ヴァイオリンの弦の音をすべて含んでいるため、ヴァイオリンに演奏しやすく機能和声上の主音、属音、下属音の五度が開放弦のため倍音の響きが豊かな調であり古くから華麗で明るい響きが得られる調とされている。したがって、ヴァイオリンが重要な役割を果たす曲にはこの調の曲が多い。ヴァイオリン協奏曲の代表作であるベートーヴェン、ブラームス、チャイコフスキーのものがそれぞれニ長調であることはよく知られている。ちなみにダブルベースは19世紀初期まで地域によってはヴァイオリンの響きの良いニ長調に合わせるために上からA-F#-D-AA-FF(曲によってEE, EbEb, DD)に調弦された。これをウィーン式調弦ともいう。
トランペットは現在ではB♭管が主流となっているが、初期ロマン派時代までは管弦楽の主役を担ったヴァイオリンに合わせてD管が多く使用された。D管はB♭管よりも管が短いために抵抗が小さく、このため明るく軽い音色が出しやすいとされる。また、D管に限らずとも、多くの金管楽器の基礎となっているB♭管でも、管を開放した状態での比較的低い倍音（第5倍音）にDの音を含んでいるため、やはり明るい音が出しやすい。
18世紀中期から19世紀初期までのティンパニは皮の締め具合いでニ調・ハ調・変ホ調の三種類が多く調律された（なお変ロ調は皮がたるみがちで鈍い響きになり、ヘ調では張りつめた鋭い響きとなるので殆ど調律されなかった）。二調の時は主音のニ音と属音である四度下のイ音の二つのティンパニが使われ、最も良い響きがした。したがってトランペットとティンパニに相応しい曲が目立つ。
フルートは、初期ロマン派時代まではトランペット同様、管弦楽の主役を担ったヴァイオリンに合わせてD管であったが、音域拡張のために足部管が付け足されてC管となった。なお、フルート属のピッコロには足部管が付け足されず、現代でもD管のままである。オーボエに至っても管長から見た調性はB♭管（18世紀はC管）であるが足部管を外すとD管になる。このように管弦楽では、明るい響きの得られる調であり、初期ロマン派まではオペラの序曲、交響曲、協奏曲、ディヴェルティメント、弦楽四重奏曲等で多く書かれた。モーツァルトも、この調を好み、多数の曲をこの調で書いた。
他方、ショパンが滅多に利用しない調である。
ギターでは、ニ調の曲を演奏する際には6弦の調弦を通常のEからDに落として（ドロップDチューニング）演奏することが多い。これにより、主要三和音の根音がすべて開放弦で鳴らせるようになり、演奏がしやすくなる。

## ニ長調の曲の例
Category:ニ長調を参照。